# Кук, Фредерик
Эта статья посвящена американскому полярнику Фредерику Куку. О знаменитом английском мореплавателе см. Кук, Джеймс
Фре́дерик А́льберт Кук (англ. Frederick Albert Cook; 10 июня 1865, Хортонвилл, Нью-Йорк — 5 августа 1940, Нью-Рошелл, Нью-Йорк) — американский врач, полярный путешественник и предприниматель, предположительно, первый человек в истории достигший Северного полюса 21 апреля 1908 года, за год до Роберта Пири. Утверждал, что 16 сентября 1906 года первым взошёл на вершину горы Мак-Кинли. В 1909 году Пири и некоторые сотрудники Кука обвинили его в фальсификации данных.
Фредерик Кук родился в семье немецких иммигрантов; несмотря на неблагоприятные жизненные обстоятельства и бедность, получил медицинское образование. Впервые участвовал в арктической экспедиции в 1891—1892 годах в составе отряда Пири в Северной Гренландии; в 1893—1894 годах в летний сезон предпринял два самостоятельных плавания к побережью Гренландии. В 1897—1898 годах участвовал в Бельгийской антарктической экспедиции, совершившей незапланированный дрейф в Море Беллинсгаузена. Во время путешествия познакомился с Руалем Амундсеном, штурманом экспедиции, и до самой его гибели в 1928 году исследователи поддерживали дружеские отношения. В 1894—1913 годах Фредерик Кук состоял действительным членом Арктического клуба, является одним из его основателей. В 1900 году Кук в очередной раз посетил Гренландию, где Роберт Пири находился в экспедиции, и отказался остаться с ним на зимовку. В 1903—1906 годах Кук занимался исследованиями на Аляске и предпринял попытку покорения вершины Мак-Кинли. В 1904 году стал одним из сооснователей Клуба первооткрывателей, в 1907—1908 годах был избран его почётным президентом. В 1907—1909 годах вновь находился в Арктике, объявив о попытке достижения Северного полюса. После неудачных судебных разбирательств с Пири, в 1910—1916 годах проводил многочисленные лекционные турне, распространяя книги о путешествии в Центральную Арктику; совершил кругосветное путешествие. После завершения карьеры путешественника занимался разведкой и продажей нефтеносных земель на Западе США. По обвинению в мошенничестве был осуждён на длительное тюремное заключение, которое отбывал в 1924—1930 годах. После освобождения за отсутствием состава преступления (все проданные участки были прибыльными) работал врачом и пытался восстановить репутацию и свой приоритет. Незадолго до кончины в 1940 году указом президента США Ф. Рузвельта был реабилитирован по всем пунктам обвинения. С 1956 года функционирует Общество Фредерика Кука, которое исследует его наследие и добивается признания приоритета в географических открытиях.
Дискуссии о действительных достижениях Кука продолжаются по сей день, в целом, американские исследователи скептически их оценивают. В русской историографии возобладала точка зрения гляциолога В. Корякина и путешественника Д. Шпаро о первенстве Ф. Кука и в покорении вершины Мак-Кинли, и достижении Северного полюса.

## Происхождение. Становление

### Детство и юность
Фредерик Альберт Кук родился 10 июня 1865 года в деревушке Хортонвилл округа Салливан штата Нью-Йорк и был четвёртым из шести детей семьи иммигрантов из Германии. Отец — Теодор Альбрехт Кох, врач по профессии, переселился в США, выехав из Ганновера вместе с Карлом Шурцем после революции 1848 года. Во время гражданской войны в США Теодор служил в федеральной армии врачом; здесь он перевёл фамилию на английский язык, превратившись в Кука (англ. Theodore Cook). Мать — урождённая Маргарета Ланге, была родом из Франкфурта-на-Майне. Несмотря на обширную практику, заработки главы семьи были скромны: небогатые пациенты предпочитали расплачиваться натурой — яйцами, молоком, мясом. Маргарета Кук сама шила одежду для всей семьи. В 1870 году Теодор Кук умер от пневмонии, оставив вдову с пятью детьми (сын Огаст умер в раннем возрасте); во владении семьи была ферма площадью около 15 га. В 1878 году они совершенно разорились и переехали в предместье Нью-Йорка — Порт-Джервис, где Маргарете Кук удалось найти работу. Ферму мать сдала соседям за почти символические 25 долларов в год. Юный Фредерик, которому было тогда 13 лет, начал свою карьеру на стекольной фабрике, затем устроился фонарщиком. По вечерам после школы ему полагалось вычищать, наполнять маслом и зажигать уличные фонари, а ранним утром, направляясь на учёбу, вновь гасить.
Год спустя семейство Куков обосновалось в Бруклине: мать работала швеёй, сыновья вынуждены были перебиваться любыми заработками; в частности, Фредерик вместе с братом Уильямом торговал овощами на Фултонском рынке, куда их устроил дальний родственник. Из-за того, что вставать приходилось в два часа ночи и оставаться на рынке до полудня, Фредерик посещал 37-ю муниципальную школу урывками, но благодаря прилежанию успевал наравне с другими учениками. Ко времени выпуска он окончательно решил стать врачом, как и его отец, и стал задумываться о приработках на время учёбы. Вначале раздобыв старый печатный пресс, он стал тиражировать рекламные листки и визитные карточки для местных торговцев. Дело оказалось прибыльным настолько, что в последний месяц перед Рождеством ему пришлось провести без сна несколько ночей, изготовляя поздравительные открытки.

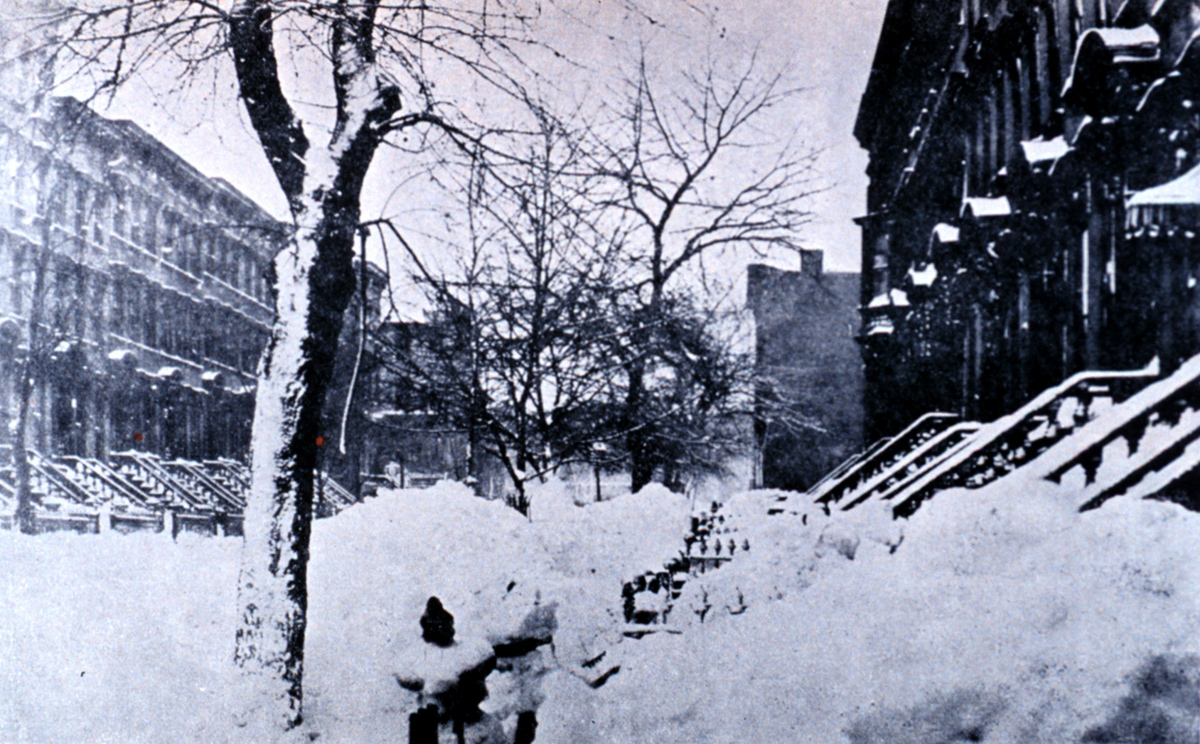
Бруклин во время великого бурана 1888 года

Три брата — Уильям, Теодор и Фредерик — основали фирму под названием «Братья Кук, молоко и сливки», которая развозила молоко по домам. Эта услуга была новой для того времени, ещё одним новшеством было использование для этой цели стеклянных бутылок вместимостью в одну кварту. Бизнес оказался весьма успешным, и новоявленному главе компании пришлось купить лошадь и фургон (они обошлись в 150 долларов) и нанять несколько возчиков, чтобы удовлетворить спрос. Молоко они брали у известных оптовиков Рауха и Хартмана. В результате для студента Кука, едва поступившего на первый курс Школы медицины и хирургии, день строился следующим образом: подъём в час ночи, работа до 10 утра (причём Фредерик сам следил за получением молока, а при необходимости заменял заболевшего возчика), затем занятия до 4 часов дня, ещё 5 часов на выполнение домашних заданий (часто для экономии времени прямо в университетской аудитории) и наконец — дорога домой и сон в 9 часов вечера. В 1877 году, когда колледж сменил адрес, Фредерику пришлось перевестись на медицинский факультет Колумбийского университета, чтобы не тратить целый час драгоценного времени на дорогу. Поскольку Фредерик был сыном врача, университетское начальство снизило ему плату за обучение.
Зимой 1888 года во время «великого бурана», совершенно парализовавшего движение на улицах, фирме Кук пришлось на неделю отказаться от доставки молока. Весь район оказался на голодном пайке, но молодой бизнесмен поставил на салазки лодку, построенную братом Теодором для катания летом, запряг лошадей, и развозил по домам уголь, неплохо на этом заработав. К этому времени относится первая фотография Фредерика Кука и его лодки, сделанная уличным фотографом для одного из журналов Фрэнка Лесли.

### Первый брак и вдовство
Ещё в студенческие годы, весной 1889 года, Кук женился на Либби Форбс, которую встретил во время праздника во Второй Методистской церкви. Она была одной из первых в то время женщин-стенографисток и работала на обувной фабрике Шрайнера и Эрнера. Поначалу родственники неодобрительно относились к их отношениям. Брак оказался удачным, но недолгим: в 1890 году миссис Кук родила девочку, прожившую всего несколько часов, и умерла от перитонита неделю спустя. 25-летний Фредерик остался вдовцом и надолго погрузился в депрессию.
В 1890 году Фредерик Кук окончил университет с дипломом врача и, продав свою долю в молочном бизнесе брату Уильяму, вместе с сестрой и матерью перебрался на Манхеттен, где поселился по адресу: Западная 55-я улица, 338, и тогда же открыл частную практику в Бруклине. По собственным воспоминаниям Кука, слишком молодой врач не пользовался доверием — за полгода практики к нему обратились только 3 человека, и это несмотря на то, что он отпустил бороду и бакенбарды для солидности. Коротая время в ожидании пациентов, он увлёкся книгами об арктических путешествиях. Его любимыми авторами стали Илайша Кейн, корабельный врач на судне лейтенанта де Хейвена, и Чарльз Фрэнсис Холл, глава экспедиции на «Поларисе». Между обоими авторами и самим Куком было немало общего: Холл, например, поднялся со дна общества, перепробовав в юности множество занятий.
По воспоминаниям Кука, переломный момент наступил, когда он листал газету «Нью-Йорк Геральд» и случайно наткнулся на объявление о готовящейся гренландской экспедиции Пири. Позднее он писал:

Мои чувства трудно описать. Словно бы раскрылась дверь тюремной камеры. Я впервые… ощутил тогда зов Севера.

## Первые экспедиции

### Гренландия, 1891—1892 годы

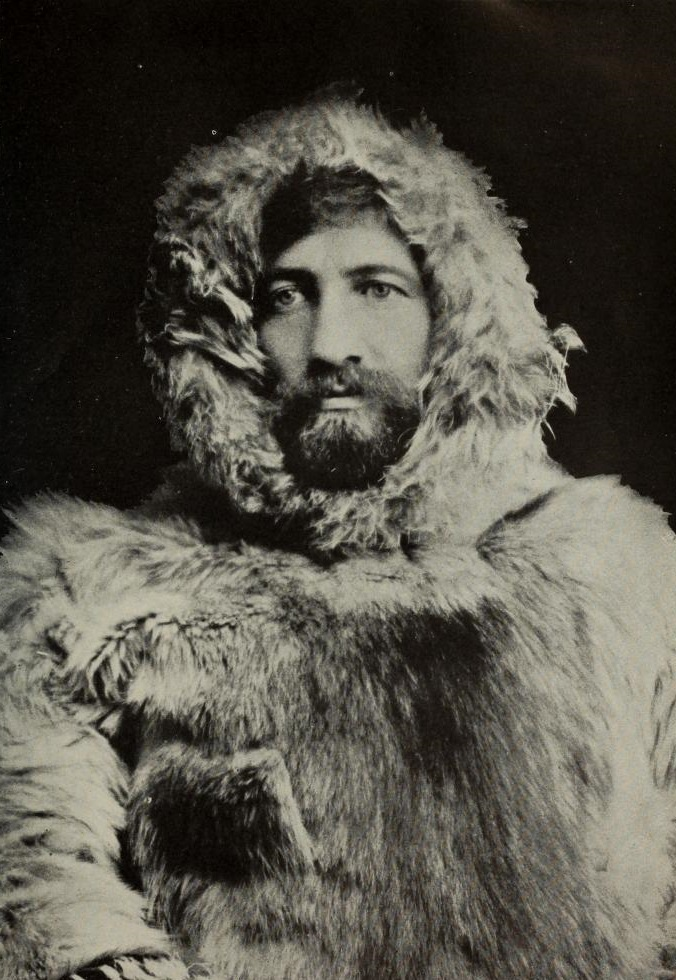
Кук в полярной одежде

Зимовочная экспедиция в Северной Гренландии, организованная Робертом Пири, изначально преследовала цель пересечь остров с запада на восток. Впрочем, пока глава экспедиции изыскивал средства, его в этом начинании опередил норвежец Нансен. Пришлось на ходу менять планы, собираясь узнать насколько далеко простирается Гренландия к северу и разведать подходы к Северному полюсу по суше. Отличаясь тяжёлым и мстительным характером, в кругу семьи и друзей Роберт Пири открыто заявлял, что Нансен «его обскакал» и присвоил его собственные планы, однако воздерживался от публичных высказываний подобного рода. Фредерик Кук отозвался на объявление об экспедиции «скорее из любопытства, чем из честолюбия». Для Кука поездка к Пири в Филадельфию сама по себе уже была приключением, поскольку он с детства никогда не покидал родной фермы, а затем — пределов Нью-Йорка. Признавшись, что не имеет опыта и едва успел получить диплом, он предложил свои услуги за стол и кров. Решение Кука шокировало его друзей и близких, степень недоверия к гренландской экспедиции хорошо иллюстрируется фактом, что все компании, в которых Кук попытался застраховать свою жизнь, ответили ему отказом.
Экспедиция отправилась 6 июня 1891 года на баркентине «Кайт». В составе зимовочного отряда было всего семь человек, включая норвежца Эйвина Аструпа и супругу Пири — Джозефину Дибич. Пожитки Кука были настолько скромны, что он не без иронии называл несколько банок кетчупа «предметами роскоши». Кроме того, по настоянию филадельфийской Академии естественных наук, оплатившей начинание Пири, на том же корабле должны были следовать участники Западной Гренландской экспедиции (девять человек) во главе с профессором Энджелом Гелприном. В их задачи входили изучение эскимосской культуры и покупка изделий, предназначавшихся для готовящейся Выставки достижений народов мира. Перед отъездом Пири заставил всех своих людей подписать контракт, согласно которому они обязаны были беспрекословно ему подчиняться и после возвращения воздерживаться от любых публикаций и газетных интервью в течение года, предоставляя своему начальнику полную монополию.
Плавание началось тяжело: большинство членов экспедиции сильно страдали от морской болезни. Первые остановки были сделаны в датских и эскимосских поселениях Южной Гренландии. Врач в этих местах был редкостью, и Кук оказался загружен работой разной степени сложности, вплоть до извлечения осколка кости из застарелого перелома. 1 июля корабль вошел в залив Мелвилла и 6 июля был на неделю блокирован льдами. Команда, состоящая в основном из молодёжи, немедленно устроила игру в снежки. Дни коротали, занимаясь подготовкой и проверкой снаряжения и сборного дома, удалось также подстрелить белого медведя, случайно оказавшегося неподалёку. После того как корабль, наконец, смог двигаться, в ледяной шторм 11 июня Пири сломал лодыжку. Джозефина Пири с благодарностью вспоминала, что «доктор Кук был сама забота… ночи напролёт он проводил возле мистера Пири».

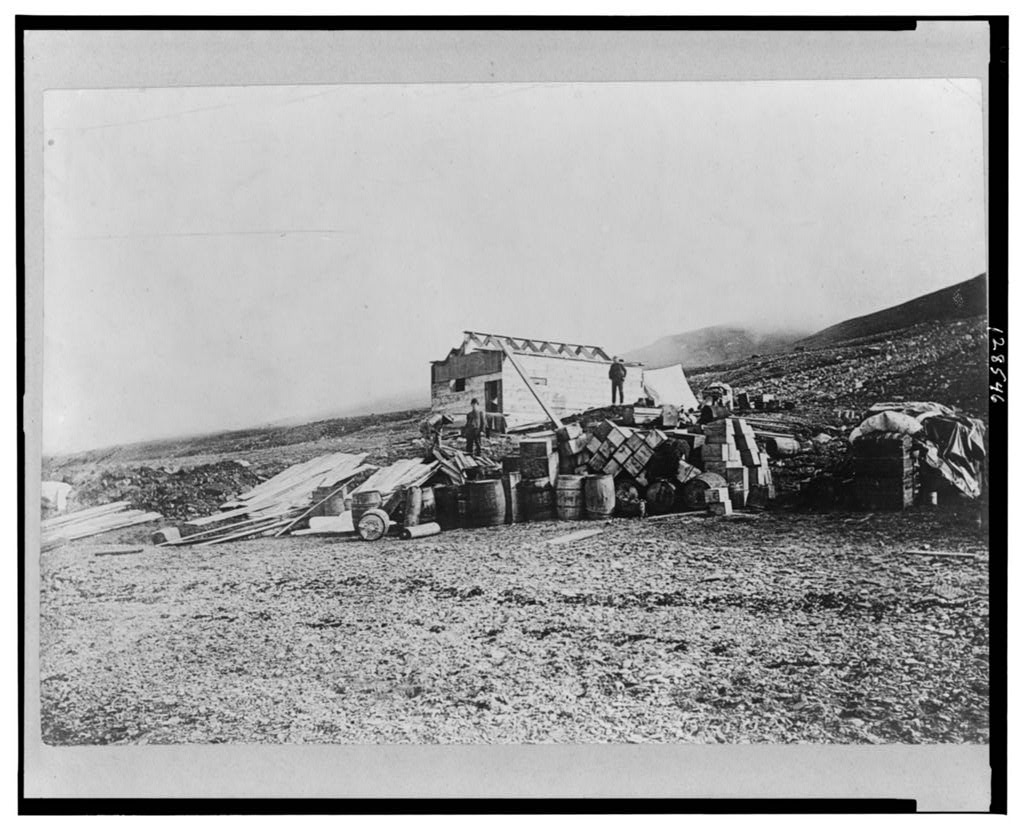
Возведение базы Редклифф. Фото 1891 года

Команду высадили на Земле Прадхо в бухте Мак-Кормик (77° 40’ с. ш., 70° 00’ з. д.) 26 июня. Здесь был собран походный дом, получивший имя Редклифф, из-за нависших над бухтой красно-коричневых скал. Пири был не в состоянии самостоятельно передвигаться и оправился только к октябрю. Куку удалось наладить добрые отношения с эскимосами, жившими неподалёку, заслужив у них репутацию «доктора-шамана», и даже отчасти научиться их языку. Это позволило наладить контакт с аборигенами: вначале одна, затем ещё несколько эскимосских семей обосновались рядом с Редклиффом. В обмен на иглы, ножи и иные европейские товары эскимосы шили для исследователей снаряжение и одежду из шкур, оказавшуюся куда эффективнее, чем европейское зимнее платье. Доктор настаивал на употребление в пищу свежего мяса, внутренностей и крови — это была лучшая в тех условиях профилактика авитаминозов. В результате цинга — бич полярных исследователей — не затронула зимовщиков. Существовала, однако, иная опасность — постоянное вынужденное проживание в одном помещении и однообразие занятий вели к напряжению и ссорам по любому пустяку. Миссис Пири, привычная к светским манерам и речам, высоко ценила заботливость Кука к пациентам, его добросердечие и желание постоянно прийти на помощь («уж не знаю какой он врач»), в то же время тяготилась неотёсанностью «этого мужлана и бывшего развозчика молока», еле-еле получившего образование. Её шокировало, что Кук неспособен написать пары строк без орфографических ошибок, объявляя, например, что у пациента «проблемы с жевотом» (так в оригинале), и может с прямотой медика, для которого нет запретных тем, рассуждать за столом о кишечных газах, являться к завтраку в несвежей сорочке и даже хвастаться тем, «что расчёсывался в последний раз в воскресенье». Джозефина Пири откровенно писала в дневнике, что она «слишком аристократична для этой компании». Кук достаточно спокойно воспринимал любые выпады в свой адрес, полагая, что работа и чтение — лучшее лекарство «от ерунды»; в крайнем случае, он мог на пару дней отлучиться в эскимосское стойбище. Геолог Джон Вергоев — один из спонсоров похода — с самого начала жестоко рассорился с миссис Пири, вплоть до того, что предложил отправить её назад с первым же кораблём, за что предложил 500 долларов. В результате произошла трагедия, — Вергоев вопреки приказу начальника экспедиции отправился на прогулку в одиночестве, и, по-видимому, провалился в ледниковую трещину. Тело его так и не было найдено.

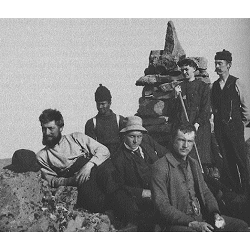
Слева направо: Ф. Кук, М. Хенсон, Э. Аструп, Дж. Вергоев, Джозефина и Роберт Пири

Первые маршрутные вылазки начались только в феврале 1892 года, и Кук принимал в них деятельное участие. Вместе с Пири и Аструпом они начали освоение технологии строительства иглу — временных снежных убежищ по эскимосскому образцу, но поначалу успеха не добились. Крыша, в основание которой были положены палки от лыж, во время неожиданно начавшегося бурана обрушилась под тяжестью мокрого снега, что едва не стоило исследователям жизни. Аструпа пришлось буквально откапывать из-под снежного завала, а полузамёрзшего Кука Пири пришлось отогревать своим телом. Доктор также вызывал постоянные шутки своих попутчиков тем, что мог расстрелять обойму, прежде чем попасть в моржа или оленя. Затем он всё-таки выучился стрелять; Пири оставил в своём дневнике шутливую запись: «доктор… наконец реабилитировал себя, уложив сразу пять северных оленей». Кук вообще охотно и быстро учился ремеслу полярника, строил нарты, ходил на лыжах с Эйвином Аструпом. Во время длительного похода на север, предпринятого Пири и Аструпом, Кук был оставлен исполняющим обязанности начальника на базе. Пири также высоко оценил Кука как медика и этнографа. После возвращения в Нью-Йорк Кук прочитал несколько лекций об эскимосах и особенностях медицины в полярных странах, но по просьбе Пири прекратил эту деятельность.

### Самостоятельные походы
В 1893 году при поддержке Йельского университета Кук совершил трёхмесячное плавание вдоль побережья Гренландии на яхте Zeta, достигнув Упернавика, хотя собирался покорить мыс Йорк. В 1894 году Кук решил организовать собственную экспедицию в Антарктиду, в чём его поддержал Герберт Бриджмен — владелец газеты Brooklyn Standard Union. Достаточного количества денег (бюджет оценивался в 50 000 долларов) собрать не удалось, поэтому летом 1894 года Кук зафрахтовал 1158-тонный пароход Miranda, на который погрузились 52 пассажира — преимущественно студенты колледжей Восточного побережья США. За участие в плавании они платили по 500 долларов каждый. Этот поход проходил на редкость неудачно: сначала у побережья Лабрадора судно столкнулось с айсбергом и было отбуксировано в Сент-Джонс для ремонта. Посетив после ремонта Суккертоппен, 7 августа пароход налетел на подводный риф. В сложившейся ситуации Кук на открытой лодке проплыл 100 миль к северу — в Хольстейнборг, приведя 20 августа спасательное судно. 5 сентября пассажиры вернулись в Канаду, причём многие из них занялись во время вынужденной стоянки научными исследованиями. Кук был вынужден отказаться от планов собственной экспедиции, однако откликнулся на предложение бельгийского барона Адриена де Жерлаша, организовывавшего экспедицию в Антарктиду. В это же время он заключил помолвку с Анной Форбс — сестрой покойной жены, которая резко возражала против его планов. А. Форбс скончалась во время пребывания Кука в Антарктиде.

## Антарктида

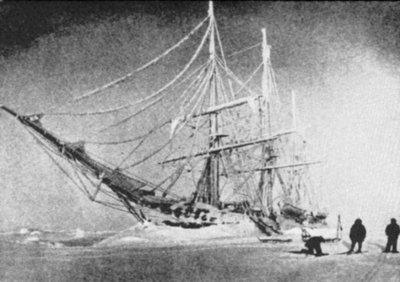
«Бельжика», вмёрзшая во льды. Фото Ф. Кука

Экспедиция А. де Жерлаша должна была провести первую в истории человечества зимовку в высоких широтах Южного полушария. Команда должна была работать в два сезона: в первый предполагались исследования в Море Уэдделла, затем должна была быть высажена партия из четырёх зимовщиков, а кораблю надлежало отбыть в Мельбурн и вернуться за зимовщиками на следующий год. Экспедиционное судно — норвежский паровой барк «Бельжика» — имело машину в 150 л. с., им командовал гидрограф Жорж Лекуант. Штурманом шёл норвежец Руаль Амундсен. Команда была интернациональной: в её состав входили бельгийский магнитолог — лейтенант Эмиль Данко, румынский биолог Эмиль Раковицэ, поляки — метеоролог А. Добровольский и геолог Г. Арцтовский. По воспоминаниям Кука, в кают-компании офицеры общались между собой по-французски, учёные в лаборатории — по-немецки, а матросам, набранным со всей Европы, отдавались приказы на смеси английского, немецкого, французского и норвежского языков.
Получив по телеграфу согласие начальника экспедиции, Кук взошёл на борт экспедиционного судна «Бельжика» в Рио-де-Жанейро 22 октября 1897 года. При этом Кук отказался от жалованья, хотя был единственным человеком на борту, обладающим реальным полярным опытом.

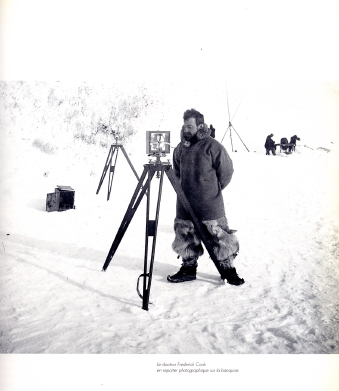
Кук производит топографическую съёмку в Антарктиде

Неверно избранный маршрут привёл к тому, что 4 марта 1898 года «Бельжика», не дойдя до материкового побережья, была остановлена паковыми льдами: предстояла незапланированная зимовка. Команда не была к ней подготовлена, по воспоминаниям штурмана Р. Амундсена, недоставало провианта, топлива, тёплая одежда имелась только для четверых участников зимовочной партии, даже керосиновых ламп не хватало на каждую каюту. Дрейф продолжался 13 месяцев и проходил в районах моря Беллинсгаузена, которые до того не посещались людьми из-за крайне тяжёлой ледовой обстановки. Скорость дрейфа была довольно велика — от 5 до 10 миль в сутки. Глубины в этих местах превышали 1500 м, так что лот не достигал дна.
На борту «Бельжики» Кук близко сошёлся с Руалем Амундсеном, с которым поддерживал отношения до самой гибели последнего. Позднее Амундсен писал:

За эти долгие тринадцать месяцев столь ужасного положения, находясь лицом к лицу с верной смертью, я ближе познакомился с доктором Куком, и ничто в его позднейшей жизни не могло изменить моей любви и благодарности к этому человеку. Он был единственным из всех нас, никогда не терявшим мужества, всегда бодрым, полным надежды и всегда имел доброе слово для каждого. Болел ли кто — он сидел у постели и утешал больного; падал ли кто духом — он подбодрял его и внушал уверенность в избавлении…
Цинга стала главной проблемой экипажа с наступлением полярной ночи. Амундсен и Кук развернули охоту на тюленей и пингвинов и не ограничивали себя в пище, при взвешивании в мае Амундсен поставил рекорд — 87,5 кг. Вместе с Куком они также экспериментировали с полярным снаряжением, на практике проверив свойства спальных мешков конструкции Пири, Аструпа и Нансена. Кук был для Амундсена одновременно наставником и соучеником, однако остальные члены команды относились к этим экспериментам без всякого энтузиазма. 5 июня 1898 года скончался от цинги и осложнений на сердце магнитолог Э. Данко; вскоре матрос-норвежец Толефсен сошёл с ума и попытался пешком уйти в Норвегию. Впрочем, обстановка на борту не была вовсе беспросветной: старший помощник Лекуан провёл «Большой конкурс женской красоты» и издавал непристойный рукописный журнал.

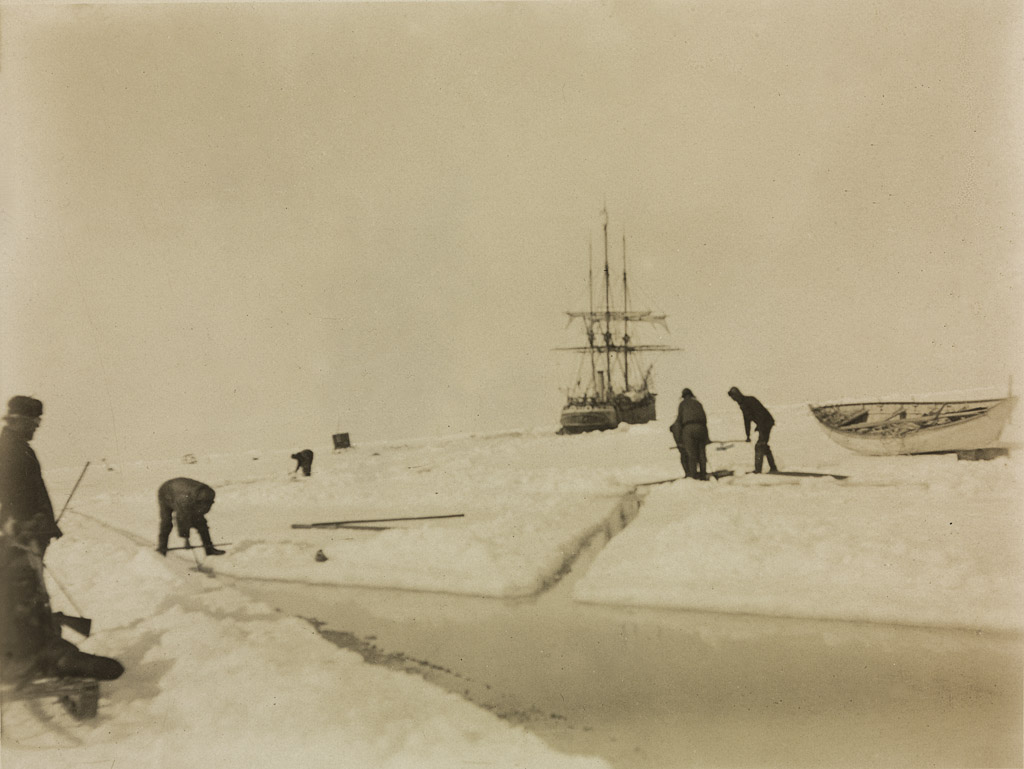
Команда «Бельжики» прорубает канал во льдах. Фото Фредерика Кука

К окончанию полярной ночи (она длилась с 16 мая по 21 июля 1898 года) Кук возглавил разведочный отряд, исследующий состояние льда. Признаков образования полыней не было. Только после наступления нового, 1899 года, лёд стал трескаться на расстоянии около 900 м от судна. Кук заставил команду прорубить канал, чтобы провести «Бельжику» на чистую воду. 14 марта 1899 года экспедиция покинула зону паковых льдов. В Пунта-Аренас команда была 27 марта. На этом плавание закончилось: денег для продолжения исследований у де Жерлаша не было, поссорившийся с ним Амундсен отбыл в Норвегию за собственный счёт.
Прибыв в Бельгию, Кук был награждён Орденом Леопольда — высшей бельгийской наградой, удостоился золотых медалей от Географического общества Брюсселя и Королевской Академии наук. Бельгийское географическое общество присудило ему серебряную медаль; отдельно наградили американца городские власти Брюсселя. Кук принял участие и в научном отчёте экспедиции на «Бельжике», изданном в 11 томах. Кук был представлен в 10 томе статьями «Медицинский отчёт» и «Отчёт о племени она». О путешествии Кук написал популярную книгу «Впервые через антарктическую ночь», впервые изданную в Нью-Йорке в 1900 году.
Во время экспедиции произошёл следующий казус: при посещении на обратном пути Огненной Земли весной 1899 года Кук забрал рукопись словаря языка племени ямана, составленного миссионером Томасом Бриджесом (1842—1898). Словарь должен был быть выпущен под фамилией Кука на средства бельгийского правительства. Р. Брюс впоследствии заявил, что казус произошёл вследствие технической ошибки при наборе, опираясь на показания редактора словаря, данные в Конгрессе США. Словарь в итоге был напечатан только в 1933 году в Австрии. Тем не менее, эта история сильно повредила репутации Кука.

## Деятельность Кука в 1901—1907 годы

### Гренландия
Вернувшись в США, Кук получил предложение Г. Бриджмена — секретаря Арктического клуба Пири — совершить плавание в Гренландию. Пири находился там с 1898 года, надлежало доставить зимовочной партии дополнительные запасы, а также оценить состояние здоровья начальника экспедиции, лишившегося из-за отморожения восьми пальцев на ногах. Бриджмен собирался идти в Гренландию сам, но не обладал необходимым полярным опытом; в качестве эксперта он и пригласил Кука. Команда Арктического клуба отплыла на транспорте «Эрик» и летом 1901 года в проливе Смит обнаружила Пири. Встреча Кука и Пири прошла сдержанно, в отчёте своей экспедиции Пири о ней не упоминал. Объяснялось это тем, что Пири не мог представить своим спасителям никакой сенсационной информации. Хотя Пири достиг крайней северной точки Гренландии — мыса Моррис-Джесуп, который долгое время считался самой северной точкой суши на Земле. Пири находился в плохом физическом состоянии: очень истощён, культи на ногах заживали плохо, особо были отмечены симптомы цинги и аритмии. Кук настаивал на возвращении в Нью-Йорк, Пири категорически отказывался и остался на очередную зимовку. Весной 1902 года Пири попытался покорить Северный полюс, но в тот раз достиг 84° 17’ с. ш.

### Первая экспедиция на Аляску

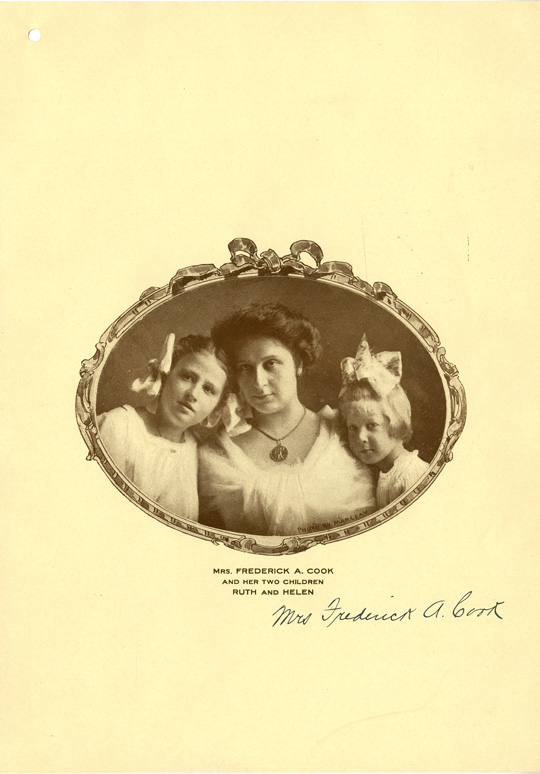
Жена, дочь и падчерица Фредерика Кука

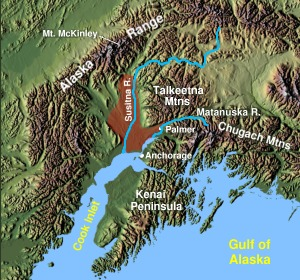
Схематическая карта района экспедиции Кука

В 1902 году в день своего рождения 37-летний Кук женился на вдове одного из своих друзей — Мэри Фидель Хант (Кук дал свою фамилию и её пятилетней дочери от первого брака Рут). Мэри была весьма состоятельной женщиной, после женитьбы Кук смог вновь открыть врачебную практику в Бруклине, в частности, обзаведясь одним из первых в Нью-Йорке рентгеновских аппаратов.
Размеренная жизнь не устраивала Кука, и в 1903 году при поддержке журнала Harper's Monthly Magazine он организовал экспедицию на Аляскинский хребет, намереваясь покорить высочайшую вершину Северной Америки — Мак-Кинли. В экспедиции участвовали шесть человек, ни один из которых не обладал альпинистским опытом. 24 июня 1903 года команда прибыла в посёлок Тайонек в Заливе Кука и далее двинулась на север — к леднику Питерса, имея 15 вьючных лошадей. 28 августа они разбили лагерь на высоте 3300 м, а за следующие двое суток поднялись ещё на 400 м по высоте. Резко возросла лавинная опасность, надо было возвращаться, причём по уже пройденному маршруту это было невозможно. Куку удалось миновать долину ледника Гарвей и организовать сплав по реке Чулитна (приток Суситны). 26 сентября 1903 года экспедиция без потерь вернулась в Тайонек, пройдя более 1000 км в экстремальных условиях.
Хотя экспедиция была неудачна со спортивной точки зрения, но её высоко оценили профессиональные географы (в частности, тогдашний президент Клуба исследователей — Адольф Грили): Кук обследовал более 5000 км² территорий Аляскинского хребта, определил истоки реки Чулитны, открыл неизвестный ранее перевал и несколько ледников. Однако участник экспедиции — журналист Р. Данн — написал книгу, содержащую его собственную версию событий. Он признавал Кука неважным руководителем и даже «неудачником». Это не помешало Куку представить три доклада на Международной географической конференции в Вашингтоне, проводившейся в 1904 году.

### Экспедиция 1906 года

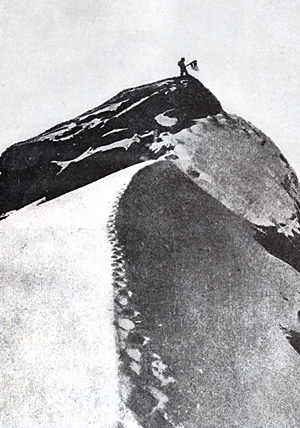
Кук на вершине Мак-Кинли 16 сентября 1906 года, фото Э. Баррила. С 1909 года относительно локализации местности, запечатлённой на этой фотографии, ведутся ожесточённые споры. На Западе этот снимок называется Fakepeak

В экспедиции 1906 года участвовали три человека из прежней команды (включая самого Кука, а также У. Миллера и Ф. Принса), художник Б. Браун, Х. Паркер — преподаватель Колумбийского университета, Э. Баррил — горный проводник, Р. Портер (геодезист) и другие. Начало экспедиции было неудачным, поскольку два месяца ушли на поиски подступов к горе с южной стороны. В августе, когда сезон подходил к концу, Кук направил Миллера, Брауна и Принса для заготовки дичи и пополнения зооботанических коллекций.
8 сентября 1906 года Кук и Баррил отправились по леднику Рут, открытому Куком за три года до этого. До 10 сентября они преодолели 30 км через проход Грейт Годж, расположенный на высоте 2500 м. Дальнейшая интерпретация сообщений Кука чрезвычайно затруднительна из-за отсутствия карт местности (они будут созданы спустя полвека), поэтому опорных ориентиров маршрута, признаваемых всеми исследователями, не существует. Тем не менее известно, что Кук направился обходным путём к северному подножью горы. По его заявлению, вершины горы он достиг в 10:00 по местному времени 16 сентября, но из-за сильного мороза пробыл там всего 20 минут. Телеграмма об этом достижении была доставлена Г. Бриджмену 27 сентября. В 1908 году вышла книга о восхождении «На крыше континента» (англ. At the Top of the Continent), Кука к тому времени уже год не было в США.
Сомнения в достижении Кука были высказаны ещё в 1906 году, первым был Б. Браун, оставленный в базовом лагере. Однако публично претензии стали выдвигать только три года спустя, когда начался великий спор с Пири относительно первенства в достижении Северного полюса. Сторонники Пири объявили заявление Кука о достижении вершины Мак-Кинли мошенничеством. В этой ситуации неблаговидную роль сыграл проводник Э. Баррил, единственный спутник Кука. Во время судебных разбирательств 1909 года Баррил под присягой отрицал факт достижения вершины, хотя уже через месяц заявил обратное. Даже для современников не было тайной, что Баррил получил 5000 долларов от сторонников Пири.
Пири оплатил экспедицию Брауна и Паркера, которые в 1910 году попытались повторить маршрут Кука. Вернувшись с Аляски, они заявили, что описанным Куком маршрутом к горе выйти вообще невозможно, тогда же Браун заявил, что изображение Кука на вершине горы, опубликованное в его книге, относится к совершенно другой вершине.
Проверкой сообщений Кука занялся известный американский альпинист Брэдфорд Вашбёрн (1910—2007). Начиная с 1956 года он выпустил ряд статей, в которых провёл отождествление объектов, запечатлённых на фотографиях Кука 1906 года, с ныне существующими на Мак-Кинли и в её окрестностях, и пришёл к выводу, что утверждения Кука не соответствовали реальности. Аналогичную работу проводил и Брайан Оконек. Вашбёрну не удалось отождествить местность, где была сделана фотография пика, так как ландшафт с 1906 года сильно изменился. Большинством исследователей сейчас считается, что в реальности фотография с вершины была сделана на склоне ледника Рут на высоте всего лишь 1627 метров примерно в 30 км от настоящей вершины Денали. В 1979 году геодезист и историк-любитель Ганс Ваале восстановил по дневниковым записям Кука возможный маршрут к вершине Мак-Кинли, который соответствовал описанию местности в дневнике, однако, по утверждению Вашбёрна, Кук не имел времени и снаряжения, которые позволили бы пройти этим сложным обходным путём. Напротив, известный российский путешественник Д. Шпаро доказывал истинность достижения Ф. Кука. В 2006 году российские альпинисты поднялись на Мак-Кинли по реконструированному маршруту Кука, в поле опровергнув некоторые идеи Г. Ваале.

## Великий спор с Пири

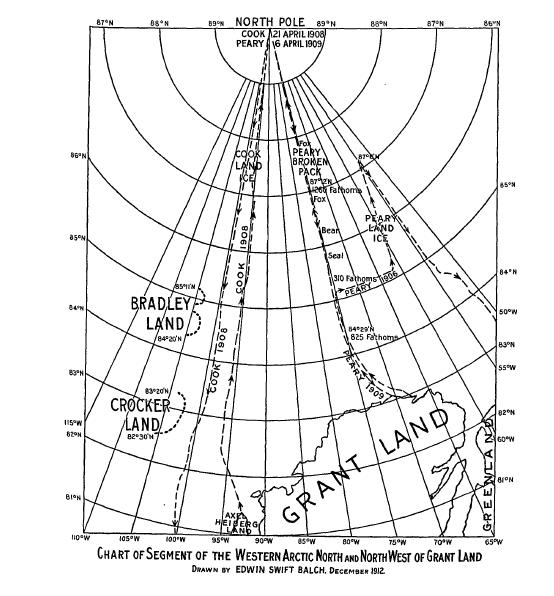
Схема маршрутов Пири и Кука. Из книги Edwin Swift Balch. The North Pole and Bradley Land., 1913. P. 83. «Землёй Гранта» в то время называлась северная часть о. Элсмир

Примечание: Фактическая информация о походе Кука к Северному полюсу извлечена из его отчёта.

### Охотничья экспедиция Брэдли
Идея достижения Северного полюса возникла у Кука летом 1907 года после знакомства с миллионером Джоном Брэдли. Брэдли намеревался поохотиться в экстремальных условиях. Экспедиция организовывалась спонтанно: на её подготовку ушёл месяц; отправляясь из Нью-Йорка, Кук, по его собственным словам, не имел никаких определённых планов. По воспоминаниям Брэдли, уже находясь в Арктике, Кук предложил ему дойти до Полюса, заявив, что это заветная мечта его жизни; ассистировать им должны были два эскимоса.
3 июля 1907 года шхуна «Джон Брэдли» под командованием Мозеса Бартлетта — родственника Роберта Абрама Бартлетта, служившего Пири, — отплыла из порта Глостер в Массачусетсе. Команда посетила Годхавн, при этом никаких разговоров о полюсе с его губернатором не вели ни Кук, ни Брэдли. В Заливе Мелвилл Брэдли при помощи местных эскимосов развернул охоту на моржей. 24 августа судно пришло в эскимосское становище Анноаток на гренландском побережье пролива Смита (78° 33’ с. ш., в 24 км к северу от Иита — базы Пири). В летний сезон 1907 года в Анноатоке было много эскимосских мужчин и несколько сотен ездовых лаек; всё это привело Кука к мысли, что поселение является отличной базой для похода к полюсу. Брэдли не испытывал энтузиазма по поводу новых намерений своего спутника, но передал ему часть провианта и топлива со шхуны. 3 сентября 1907 года «Джон Брэдли» покинул Анноаток. Вместе с Куком на зимовку остался Рудольф Франке, образованный немец, ранее работавший у Брэдли.

### Зимовка

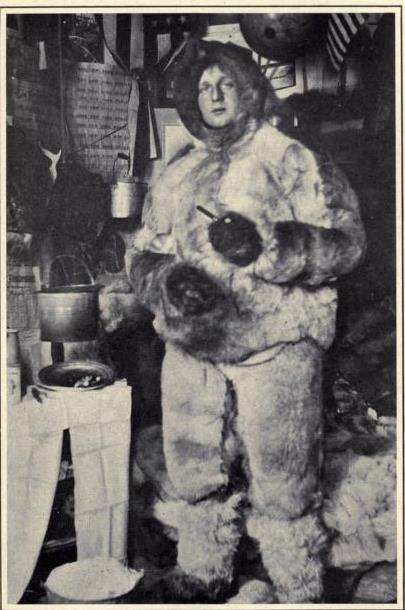
Рудольф Франке на зимовке в Анноатоке. Фото Фредерика Кука. Хорошо видна обстановка хижины

До наступления полярной ночи Куку и Франке предстояло построить зимовочную хижину, которую они возвели из упаковочных ящиков. Остатки постройки обнаружил в 1952 году французский этнограф Жан Маллори, её площадь составляла всего 3×4 м. Щели были забиты обёрточной бумагой, стены обшили досками. Крыша была набрана из крышек ящиков, сверху её изолировали дёрном. Помимо тесноты, было ещё одно неудобство: Кук писал, что когда топилась печь, на полу поддерживалась температура −20 °F (−29 °C), а под крышей +105 °F (+40,5 °C).
Полярная ночь началась 24 октября. Видимо, на зимовке Кук решил не использовать «американский путь» (от мыса Колумбия на о. Элсмир), чтобы не раздражать Пири, который данный маршрут к полюсу считал своей монополией. Т. Райт (без ссылок на источник) утверждал, что пересечение острова Элсмир Кук обсуждал ещё с Брэдли. Преимущество маршрута Кука было в том, что внутренние районы о. Элсмир богаты дичью — пищей для людей и ездовых собак.
Ещё до наступления зимы Кук и Франке успели заготовить множество куропаток, зайцев и северных оленей, изготовили пеммикан из моржового мяса. Кук писал, что ему удалось передать свой энтузиазм эскимосам Анноатока, после чего они охотно снабжали его мясом, добывали зайцев и песцов, чьи шкурки шли на изготовление унт и рукавиц. Эскимосы сшили полярную одежду и спальные мешки из оленьих шкур, ветронепроницаемую верхнюю одежду сделали из шкур тюленя. Из оставленных Брэдли пиломатериалов (гикори) эскимосы изготовили для Кука нарты.
Не дожидаясь начала полярного дня, в январе 1908 года Кук начал разведку ледовой обстановки. В конце января к фьорду Флаглер-Бэй удалось доставить груз на четырёх нартах, мороз при этом достигал −47 °C. 5 февраля 1908 года туда доставили ещё 8 гружёных нарт.

### Поход к Северному полюсу
Кук выступил из Анноатока 19 февраля 1908 года на 11 нартах, гружённых 4000 фунтов (1814 кг) запасов для перехода по паковым льдам и 2000 фунтов (907 кг) моржового мяса и жира для немедленного употребления. Нартами управляли 9 эскимосов, Кук и Франке. Ездовых собак было 103. 25 февраля началось пересечение о. Элсмир, морозы при этом достигали −62 °F (−52 °C) при полном безветрии. Команде предстояло миновать водораздел между проливом Юрика и морем Баффина. Всего на пересечение гористого острова на экстремальном морозе потребовалось 4 дня. Спустя 60 лет тем же маршрутом прошёл известный британский полярник Уолли Герберт, которому на этот же путь потребовалось 4 недели. Успешной была и охота: при выходе к проливу Юрика удалось добыть 20 овцебыков и медведя, а на полуострове Шай 27 овцебыков и 24 зайца. Известный российский полярник — гляциолог В. С. Корякин — отмечал, что это редкостный случай в истории полярных экспедиций, как правило, страдавших от недостатка, а не избытка пищи.
К началу марта Кук отошёл на 400 миль (643 км) от Анноатока, до полюса оставалось 520 миль (836 км). Отправной точкой стал мыс Свартевог, расположенный на 81° 20’ с. ш. В. С. Корякин, комментируя дневниковые записи Кука о том, что взятые на нартах запасы оставались нетронутыми, а люди, несмотря на морозы и штормы, пребывали в отличной физической форме, писал: 

Продолжительный переход от Анноатока стал для них необходимой тренировкой, позволив втянуться в трудности маршрута, испытать снаряжение и приобрести необходимый опыт. При этом не было потеряно время, чему способствовал ранний выход с зимовочной базы в Анноатоке. Свежая мясная пища давала возможность людям полностью восполнять затраты энергии, уходившей на длительные переходы в условиях сильных морозов. <…> Кук со своей идеей использования местных ресурсов явно предвосхитил идею «гостеприимной Арктики» Вильялмура Стефанссона.
На мысе Свартевог Кук принял решение максимально сократить груз и команду. С собой он брал двух 20-летних эскимосов Авелу (Ahwelah) и Этукишука (Etukishook). Снаряжение было рассчитано на 80 дней пути: 935 фунтов пеммикана (424 кг), 50 фунтов мяса овцебыка (22,6 кг), 25 фунтов сахара (11 кг), 40 фунтов сухого молока (18 кг), 10 фунтов концентрата горохового супа (4,5 кг), 40 фунтов бензина для примуса, 2 фунта древесного спирта для разжигания огня, фунт спичек. У экспедиционеров были два нарезных ружья с боекомплектом в 110 патронов к каждому и разборный каяк. Навигационное оборудование включало два компаса, астролябию, секстант, три карманных хронометра, шагомер, три термометра и барометр, фотоаппарат. Всё это было погружено в двое нарт, запряжённых 26 псами.

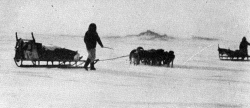
Фотография «Земли Брэдли», сделанная Куком 30 марта 1908 года

Команда отправилась 18 марта 1908 года, первые 63 мили её сопровождали ещё два эскимоса. С ними Кук отправил письмо Франке с указанием ждать его до 5 июня в Анноатоке. Уже 22 марта путь преградили разводья, при температуре −44 °C было немыслимо пользоваться каяком. Астрономические наблюдения в тот день показали 83° 31’ с. ш. при 96° 27’ з. д.. Во время шторма 25 марта ледяное поле раскололось, трещина прошла через иглу (из-за сильных морозов экспедиционеры не пользовались палаткой). Кук в спальном мешке оказался в воде при −48 °F (−45 °C). Аналогичная история повторилась спустя три дня. 30 марта Кук написал в дневнике, что в 50 милях к западу от его маршрута видит признаки покрытой льдом пустынной земли. Кук назвал её «Землёй Брэдли» и сделал панорамную фотографию, но уже на следующий день не смог обнаружить никаких признаков суши.
13 апреля у измученных работой эскимосов произошёл нервный срыв: Авела рыдал, лёжа ничком на нартах, Этукишук собирался отправиться на юг. До предела измотанному Куку уговорами удалось вернуть своим спутникам мужество. 14 апреля Кук определил координаты: 88° 21’ с. ш. при 95° 52’ з. д. Команда уже столкнулась с недостатком пищи, пришлось начать забой ездовых собак. По вычислениям Кука, 19 апреля они находились в 29 милях от полюса. По его описанию, Авела и Этукишук взяли бинокль и влезли на торос, «попытавшись отыскать земную ось!». Полюса Кук и эскимосы достигли, по его заявлению, в полдень по местному времени 21 апреля 1908 года и пробыли там двое суток. В. С. Корякин утверждал, что приведённые Куком приблизительные данные наблюдений свидетельствуют, что имеющиеся у него инструменты давали погрешность не более 10 морских миль, что, с точки зрения географа, непринципиально для проблемы достижения полюса.

### Возвращение с полюса

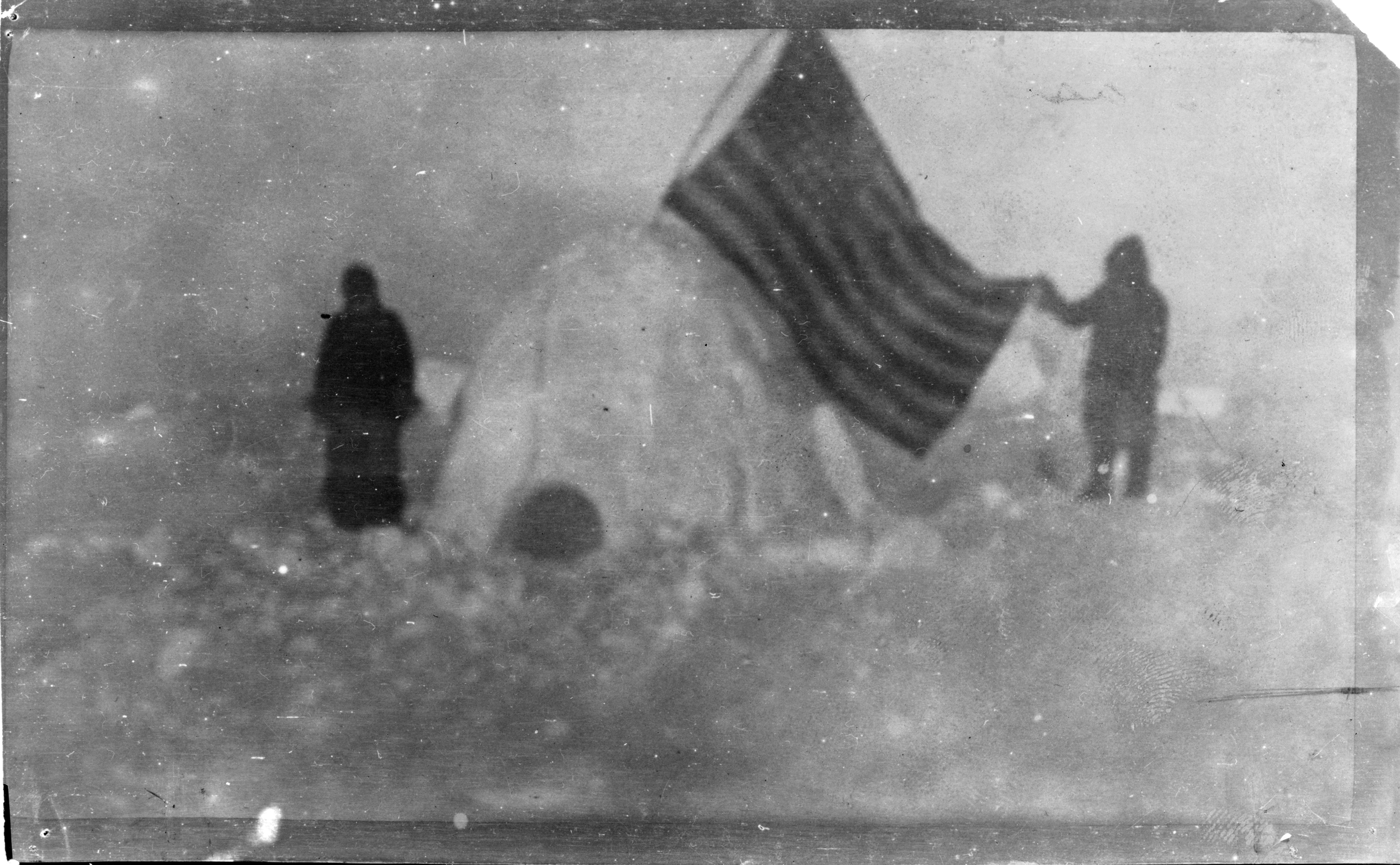
Фото, по утверждению Ф. Кука, сделанное близ Северного полюса

Возвращаться Кук решил вдоль 100-го меридиана; малое количество запасов заставляло его тщательно отмечать дневные переходы: 24 апреля — 16 миль; 25 апреля — 15 миль; 26, 27 и 28 — по 14 миль. Однако 30 апреля Кук зафиксировал, что его со всевозрастающей скоростью сносит на восток. Ухудшились и ледовые условия: к первой декаде мая команда проходила в среднем 10 миль в день. Продовольствие иссякло к концу мая. К 13 июня команда оказалась в проливе Пири, более чем в 150 милях к югу от мыса Свартевог. По предположению В. С. Корякина, Кук 11 июня прошёл по припаю острова Миен, который был открыт только в 1916 году; на карте Свердрупа, которой Кук пользовался, его не было. Физическое состояние людей было плачевным, а снаряжение оказалось сильно изношено. Кук пришёл к выводу, что в середине лета он не сможет вернуться в Анноаток, предстояло зимовать на островах Канадского арктического архипелага. 4 июля 1908 года началось пересечение о. Девон, 7 июля показался пролив Джонс. Дальше передвижение было возможно только по морю, но Кук не смог убить оставшихся собак (как это сделал в своё время Нансен), их бросили на острове. Дальше команда пошла на парусиновом каяке.
В начале сентября команда достигла мыса Спарбо, откуда до Анноатока оставалось более 300 миль. На мысе было заброшенное эскимосское поселение, одно из каменных иглу неплохо сохранилось и нуждалось лишь в ремонте крыши. Следовало заготовить побольше съестных припасов. Кук, Авела и Этукишук охотились, как первобытные люди, с помощью самодельных копий и гарпунов. Так удалось забить нескольких моржей и множество овцебыков. Их мясо стало основой рациона во время 7-месячной зимовки.
Полярная ночь на этой широте началась 3 ноября и продолжалась до 11 февраля 1909 года. Кук установил жёсткий распорядок дня: каждый член команды выстаивал 6-часовую вахту, чтобы поддерживать огонь в иглу и отгонять медведей от запасов мяса. Кук так описывал зимовку:

…Мы вели жизнь людей каменного века. <…> В верхней части жилища температура была сносной, однако на полу — ниже нуля. Наша постель представляла собой сложенную из камней платформу, достаточно широкую, чтобы на ней могли разместиться трое мужчин. Край постели служил местом для сидения, когда мы бодрствовали. Перед постелью было углубление в полу, которое позволяло нам поодиночке встать во весь рост. Там по очереди мы одевались и время от времени просто стояли, чтобы расправить наши онемевшие руки и ноги. По обе стороны от этого пространства мы расположили по половинке оловянной тарелки, в которых сжигали жир мускусного быка. Фитилями нам служил мох. У нас было мало спичек, и из страха перед темнотой мы холили и лелеяли эти огоньки, поддерживая их денно и нощно. Это был тщедушный, почти неощущаемый источник тепла и света. Мы могли различать лица, только вплотную приблизившись друг к другу. Мы питались дважды в сутки, но это не доставляло нам удовольствия. У нас не было иной пищи, кроме мяса и жира.

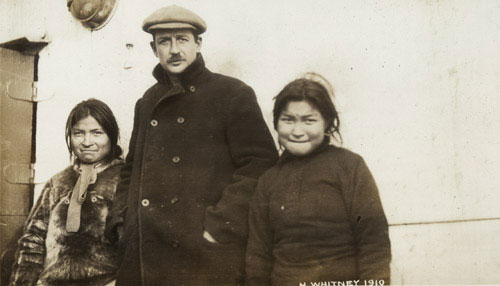
Гарри Уитни с двумя эскимосками. Фото 1910 года

18 февраля зимовщики оставили своё убежище и потратили 8 дней, чтобы достигнуть мыса Теннисон. Продвижение сильно затруднялось отсутствием собак, в сутки удавалось пройти не более 7 миль. 25 марта Кук добрался до мыса Фарадей, где застрелил медведя (Кук специально сохранил 4 патрона на крайний случай, если придётся покончить жизнь самоубийством или убить кого-то). Добравшись до мыса Сабин, Кук обнаружил там тюленя, оставленного год назад отцом Этукишука как неприкосновенный запас. Однако протухшего тюленьего мяса не хватало, и путешественники съели обувь и ремни из тюленьей кожи. Сильно ослабевшая команда прибыла в Анноаток 18 апреля в буквальном смысле на четвереньках. Первым человеком, который встретил Кука, был охотник Гарри Уитни. Он прибыл в Анноаток вместе с Пири и там зазимовал.

### После возвращения

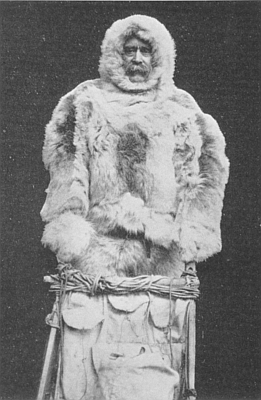
Роберт Пири в эскимосской одежде

В Анноатоке Кук пробыл всего трое суток — до 21 апреля 1909 года. Узнав, что местные эскимосы собираются откочевать на юг, он решил последовать за ними. До Упернавика, откуда ходили рейсовые пароходы в Данию, было 700 миль пути, поэтому Кук (как он заявил позднее) решил оставить Уитни свои навигационные инструменты, американский флаг и журнал полевых наблюдений. В Упернавик Кук прибыл 20 мая, но вынужден был дожидаться датского парохода, который прибыл только 20 июня. В начале июня в Упернавик прибыл китобоец «Морнинг», капитан которого Адамс поведал Куку о неудачной попытке Шеклтона достигнуть Южного полюса. Через две недели прибыл датский рейсовый пароход «Ханс Эгеде», следующий в Копенгаген; на него Кук и погрузился. Во время плавания вдоль побережья Гренландии (пароход заходил в Уманак и Эгедесминде) Кук познакомился с Кнудом Расмуссеном, который предупредил его, что столкновение с Пири неизбежно.
Отправившись в Копенгаген, Кук был совершенно нищим: одежду ему одолжил губернатор Упернавика Кроль, а телеграмму о своём достижении пришлось отправлять в долг. Телеграмма была отправлена из Леруика 1 сентября, в Данию Кук прибыл 4 сентября. В Копенгагене Кука встречала огромная толпа. Среди поздравительных телеграмм выделялись послания Руаля Амундсена и Гордона Беннета, владельца газеты The New York Herald. Беннет приобрёл самый первый отчёт Кука о достижении полюса за 3000 долларов — это решало все финансовые проблемы полярника.
Пири прибыл на мыс Сабин 8 августа, где и получил известия, что Кук якобы опередил его в покорении полюса на год. 17 августа Пири взял на борт Гарри Уитни. Получив подробности об экспедиции Кука от Г. Уитни, Пири и его ассистент Боруп предприняли допрос сопровождавших Кука эскимосов Авелы и Этукишука; этот эпизод в официальном отчёте Пири отсутствует. Дознание проводил Боруп, который, плохо владея гренландским языком, строил вопросы так, чтобы эскимосы давали однозначный ответ «да» или «нет». Интересно, что он вёл протокол допроса, опубликованный впоследствии. По мнению В. С. Корякина, Пири интересовало, использовал ли Кук его систему организации перевозок и какова эскимосская топонимика о. Элсмир и Северной Гренландии. Эти данные впоследствии были использованы в процессе против Ф. Кука. Впрочем, Т. Райт писал, что только на Лабрадоре Пири узнал подробности об экспедиции Кука, вероятно, от капитана китобойного судна «Морнинг» Адамса. 8 сентября в Нью-Йорк ушла телеграмма следующего содержания:

Вбил звёзды и полосы в Северный полюс. Ошибки быть не может. Не принимайте версию Кука всерьёз. Сопровождавшие его эскимосы говорили, что он не ушёл далеко на север от материка. Их соплеменники подтверждают это. Пири.

Первый публичный доклад Кук сделал в Копенгагене 7 сентября в Датском географическом обществе в присутствии короля Фредерика VIII; всего на докладе было 1500 человек. Церемония началась торжественным вручением Куку Золотой медали за достижение Северного полюса. На банкете, устроенном газетой «Политикен», была оглашена и первая телеграмма Пири. На расспросы журналистов Кук ответил: «Могу сказать, что не испытываю ни ревности, ни сожаления… Славы хватит на двоих». Категорически на сторону Кука встал Отто Свердруп, который публично заявил, что «Пири напрасно 26 лет искал Северный полюс». Руаль Амундсен, строивший планы достижения Северного полюса, прибыл в Копенгаген 8 сентября. Ещё 2 сентября, когда его просили прокомментировать заявление Кука, Амундсен сказал: «Кук сделал завершающий шаг в полярных исследованиях». Отношения между ними совершенно не изменились, хотя Амундсену, обременённому огромными долгами, пришлось быстро менять собственные планы и организовывать экспедицию к Южному полюсу.
21 сентября 1909 года Кук вернулся в Нью-Йорк, причём во встрече принимало участие более 100 тысяч человек, включая членов Арктического клуба. Предприимчивый Кук при этом требовал по 10 долларов за автограф. Вскоре прошла первая публичная лекция Кука в Карнеги-холл. 24 сентября с Куком связался Г. Уитни и сообщил, что порученное ему имущество осталось в Анноатоке. Куку нечего было противопоставить нападкам Пири и вопросам скептиков: с собой у него были только записи полевых наблюдений с 18 марта по 13 июня 1908 года. Роберт Бартлетт и Уитни в 1910 году посетили Анноаток, причём Бартлетт после возвращения заявил, что никаких записей среди вещей, порученных Уитни, не было. Сохранился секстант и некоторое количество одежды. Вопрос о том, существовали ли записи всех полевых наблюдений Кука, остался совершенно неразрешимым. Сторонники Кука позднее заявляли о похищении этих материалов, но документов так никто и никогда не видел.
Атаку на Кука 6 сентября 1910 года начал участник экспедиции на Мак-Кинли Ф. Принс, опубликовавший в газете «Нью-Йорк сан» разоблачительную статью о событиях 1906 года. Журнал Национального географического общества в сентябре вышел с редакционной статьей, в которой особо подчёркивалось, что Северного полюса достигли оба полярника. Однако уже 13 октября Арктический клуб Пири в целом ряде периодических изданий распространил возмущённое заявление. Там, в частности, говорилось, что эскимосы, сопровождавшие Кука, заявили, что во время всего путешествия были в пределах видимости земли. Репутация Кука была ещё больше поколеблена публикацией в «Нью-Йорк таймс» 21 мая 1910 года, в которой речь шла о ягано-английском словаре Бриджеса. Автор статьи — Ч. Таунсенд — обвинял Кука в похищении материалов миссионера.

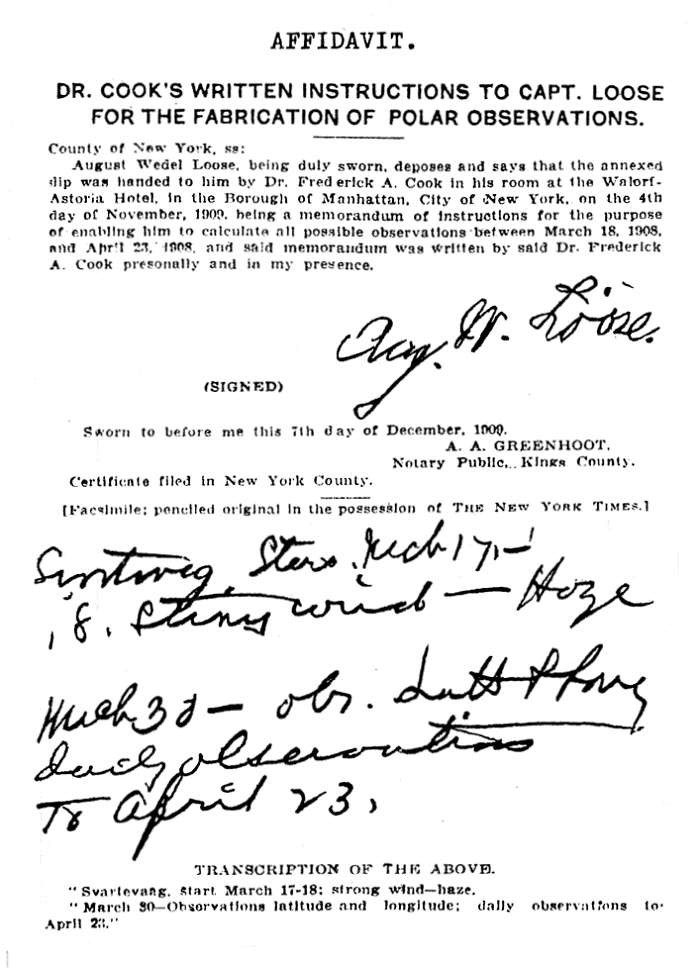
Факсимиле соглашения А. Луза и Ф. Кука. 9 декабря 1909 года

В создавшейся ситуации Кук попытался фальсифицировать расчёты, поручив астрономические вычисления двум газетчикам — Данклу и Лузу, представившимся моряками. Полученная от Кука расписка за гонорар (250 долларов) стала очередным «гвоздём в гроб первопроходца», так как была тут же опубликована, это произошло 9 декабря 1909 года. Кук не смог удовлетворительно объяснить этот эпизод и в своей книге 1911 года, которая вообще была написана очень эмоционально. В конце 1909 года комиссия Копенгагенского университета, изучив материалы Кука, заявила, что не представлено никаких наблюдений, которые бы свидетельствовали о достижении Северного полюса. Имя Кука не было включено в списки награждённых Золотой медалью Королевского датского географического общества, хотя медаль вручили ему ещё в сентябре. Кук в тот период организовал длительное лекционное турне по странам Европы и Южной Америки и вернулся в Нью-Йорк в декабре 1910 года.

## Последующая деятельность

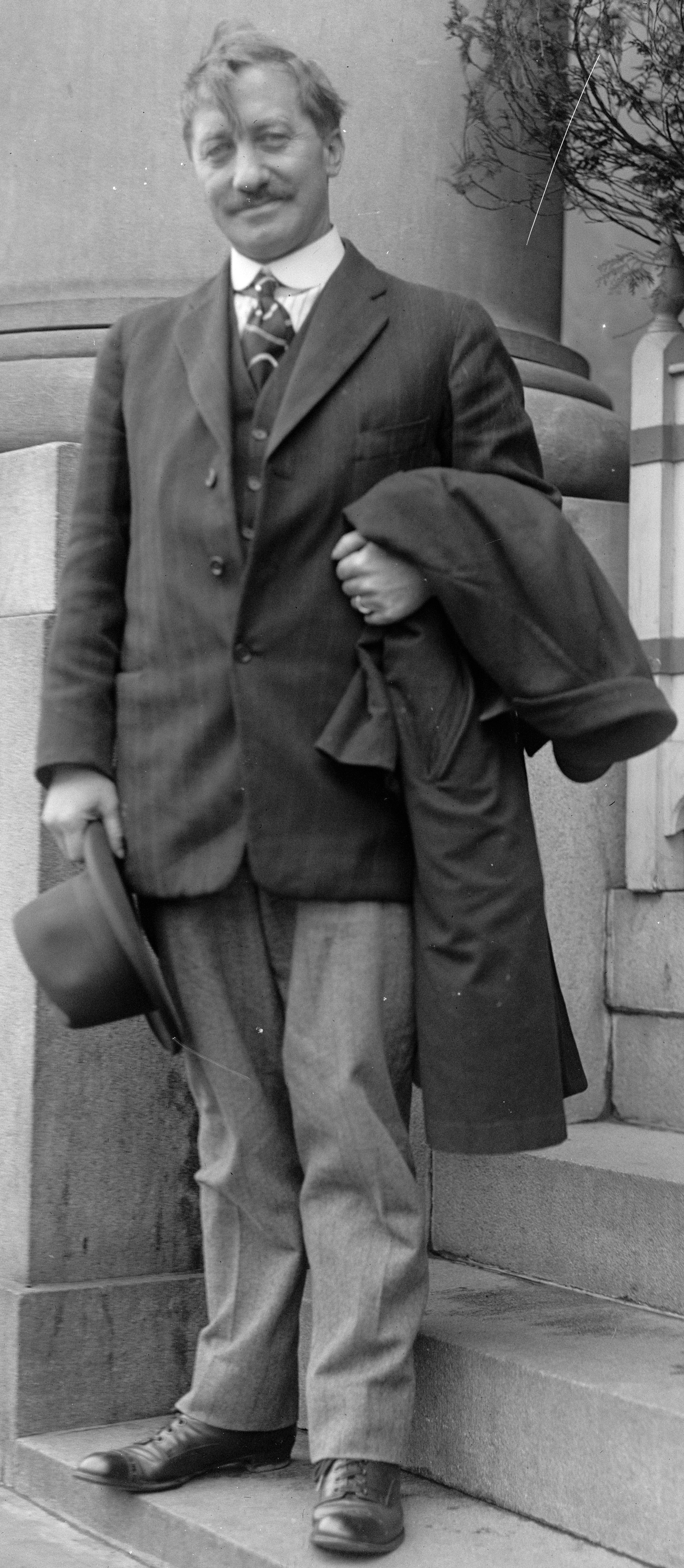
Кук в 1917 году

### «Моё достижение полюса»
До 1911 года Кук не мог примириться с поражением в споре с Пири, друзья Кука даже обратились в Конгресс США. В результате постановлением Конгресса официальным первооткрывателем Северного полюса был признан Пири. На заседание Конгресса Кук не явился, что широкой публикой было воспринято негативно. В 1911 году вышла его книга «Моё достижение полюса». Ни одно издательство не приняло рукописи Кука, и ему пришлось основать собственную Polar Publishing Company. Для продвижения книги он совершил рекламную поездку на Американский Запад. Книга продавалась плохо, как из-за нападок рецензентов, обвинявших Кука в напыщенности стиля и ошибках, так и из-за высокой стоимости — 3 доллара (62 доллара 2012 года). В 1912 году было выпущено дешёвое издание с некоторыми поправками. Кук в тот период зарабатывал на жизнь популярными лекциями (англ. Chautauqua) и периодически устраивал гастрольные поездки: выступал в инсценировках своего путешествия к полюсу с демонстрацией диапозитивов. Его лекции имели успех, особенно на Среднем Западе и Тихоокеанском побережье США. Третье издание книги «Моё достижение полюса» в 1913 году разошлось тиражом 60 000 экземпляров.
В 1916 году Кук попытался обратиться в Конгресс во второй раз: его интересы представлял Генри Хельгесен (конгрессмен от Южной Дакоты), все речи для Хельгесена писал лоббист Э. Рост. К середине 1916 года Кук и Рост поссорились, ибо полярник сильно задолжал своему лоббисту. 4 сентября 1916 года в Congressional Record была опубликована речь Хельгесена «Доктор Кук и Северный полюс: Дополнение к выступлению» — 28 страниц мелкой печати. Э. Рост подробно проанализировал содержание книги Кука с целью доказать, что большая часть изложенных там фактов — творческая обработка рассказов других лиц. Рост отметил ошибки в описании лунных фаз, отсутствие наблюдений магнитного склонения и крайнюю небрежность в определении географических координат, обвинив Кука в том, что он плохой штурман. Рост критиковал Кука за то, что в его книге упоминается только Рудольф Франке, тогда как Брэдли сопровождала большая команда. Рост обнаружил, что тени на фотографиях, якобы сделанных Куком на полюсе, не соответствуют той картине, которая должна была там наблюдаться. Рост даже усомнился в сроках пребывания Кука в Анноатоке после возвращения, основываясь на мемуарах Гарри Уитни (Кук, согласно его мнению, повернул обратно уже через неделю и скрывался на островах Арктического архипелага). Выводы были категорическими: «Доктор Кук никогда не достигал и даже не приближался на достаточное расстояние к Северному полюсу». Впрочем, уже в 1917 году Томас Холл признал все аргументы Кука «безупречными».
Уже во второй половине XX века мало кто из профессиональных полярников сомневался в факте, что Ф. Кук побывал в околополюсном районе. Сторонники Кука приводят следующие аргументы: как раз те сообщения, которые подвергались в начале XX в. сомнению, после более глубокого исследования Арктики стали являться доказательствами истинности отчёта Кука. В частности, Кук верно охарактеризовал распределение льдов в Центральной Арктике. Он, например, отмечает, что между 83-м и 84-м градусами северной широты его отряд встретил огромное пространство открытой воды. По современным данным, над континентальным шельфом располагается почти не замерзающая полынья. В 1908—1909 годах об этом не было известно. Описывая переходы от 87-й до 88-й параллели, Кук сообщает, что передвигался по старому льду без следов сжатий или торосов. Волнистая поверхность без каких-либо торосов характерна для ледяных островов — осколков ледников Земли Элсмира. В 1908 году о существовании ледяных островов никто не знал; они были открыты значительно позже. Как и описывает Кук, размеры их достигают десятков и даже сотен квадратных километров. Советский лётчик Илья Павлович Мазурук открыл, например, в 1948 году ледяной остров площадью 28 × 32 км. Современные оппоненты Кука утверждают, что описания подобных островов он мог позаимствовать из трудов Фритьофа Нансена и Роберта Пири.

### Кругосветное путешествие
В 1915 году Кук объявил о попытке первого восхождения на Эверест, которое должно было сопровождаться съёмками документального фильма. Однако, добравшись до Индии, он не смог договориться с британскими властями, которые не пустили его в Тибет. Потерпев неудачу с гималайской экспедицией, он отправился на Борнео, где занимался исследованием местных племён «охотников за головами» — даяков. Оттуда Кук через Россию и Северную Европу вернулся в США, прибыв в Нью-Йорк в январе 1916 года. На Борнео Кук снял документальный фильм «To the Antipodes» (с англ. — «К антиподам»), но в коммерческом отношении фильм оказался неудачным. Ни одной его копии не найдено.

### Нефтяной бизнес и тюремное заключение

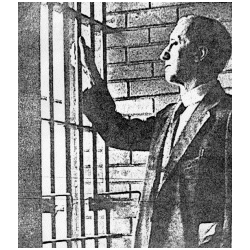
Фредерик Кук за решёткой

В 1916 году Кук радикально сменил род деятельности: он отправился в Вайоминг для проведения геологической разведки на перспективных нефтеносных землях. Где и когда он получил геологическое образование и как обратил на себя внимание деловых кругов — неизвестно. Ему удалось объединить две мелкие нефтяные компании под общим названием Cook Oil Company. В 1919 году он заинтересовался месторождениями Техаса и даже приобрёл компанию Texas Eagle Oil Company, деятельность которой распространялась даже на Мексику. Послевоенное падение цен на нефть не позволяло развиваться малым компаниям. Кук пришёл к выводу, что более выгодной будет инвестиционная деятельность: 1 марта 1922 года была создана Ассоциация по производству бензина под патронажем правительства штата. С октября 1922 года было пробурено 12 глубоких и 43 мелкие скважины, был выявлен ряд перспективных месторождений. Работы Кук вёл на собственные деньги, но рассчитывал после акционирования предприятия начать торговлю акциями по почте. Почтовая служба США уже в апреле 1923 года обвинила его в обмане потенциальных инвесторов, 20 апреля работы были остановлены. Судебное разбирательство «США против Фредерика Кука» началось 15 октября и длилось до 20 ноября 1923 года. На суде Куку припомнили Мак-Кинли и Северный полюс, хотя к разбираемому делу они не имели отношения. Впоследствии в Обществе Фредерика Кука подсчитали, что только за период 1934—1990 годов на землях, разведанных Куком, было добыто 180 млн баррелей нефти. В этот период Кук развёлся с женой.
В результате долгого процесса Кук в 1924 году был признан виновным и приговорён к 14 годам и 9 месяцам тюремного заключения и денежному штрафу. Отбывать наказание он должен был в тюрьме Форт-Ливенворт близ Канзас-Сити. Единственным другом, который навестил Кука в тюрьме, был Руаль Амундсен. Визит 1925 года сто́ил Амундсену срыва выступлений в Соединённых Штатах. Воспоминания Кука об этой встрече были опубликованы в 1995 году.
Кук к тому времени был тяжело больным человеком: он страдал от гипотонии и нарушений сердечной деятельности. 20 февраля 1928 года Кук обратился к президенту Кулиджу с прошением о помиловании. К тому времени уже было известно об открытых Куком месторождениях, но 22 марта 1929 года апелляция Кука была отклонена. Всё его состояние ушло на оплату штрафа, остались 50 долларов в тюремной кассе. В Ливенворте Кук работал ночным санитаром тюремной больницы, поскольку сохранил членство в Американском обществе врачей. В тюрьме Кук разработал метод лечения заключённых-наркоманов и помогал в обучении неграмотных. Он даже публиковал статьи в тюремной газете «The New Era», которую сам и редактировал, иногда выступал с лекциями о своих путешествиях.

### Последние годы жизни
Поскольку к 1930 году стало известно, что нефтеносные земли, которые открыл Кук, оказались прибыльными, 30 марта 1930 года он был освобождён, проведя за решёткой 4 года и 11 месяцев. Освобождение Кука было негативно встречено сторонниками Пири. Первые пять лет после освобождения Кук жил в Чикаго, где ассистировал одному из своих друзей — доктору Томпсону, работавшему офтальмологом. Когда состояние здоровья не позволило ему работать, Кук поселился в Нью-Йорке у дочери Хелен (родившейся в 1905 году), периодически бывая в Томс Ривер (штат Нью-Джерси) у сестры — Лилиан Мёрфи. Хелен заботилась об архивах и переписке своего отца и с 1956 года возглавила кампанию по признанию его заслуг.
В 1930-е годы Кук безуспешно пытался восстановить свой приоритет в судебном порядке. Много сил отняло у него написание книги «Возвращение с полюса», впервые опубликованной только в 1951 году. 3 мая 1940 года его поразил инсульт, в тот день Кук был у своего соратника по экспедиции на Мак-Кинли — Ральфа Шейнвальда фон Алефельдта. Уже 4 мая Р. Шейнвальд обратился к президенту Рузвельту, 16 мая Кук был реабилитирован по всем пунктам обвинения. В начале августа Кук перенёс повторный инсульт и скончался 5 августа 1940 года в возрасте 75 лет.

## Память

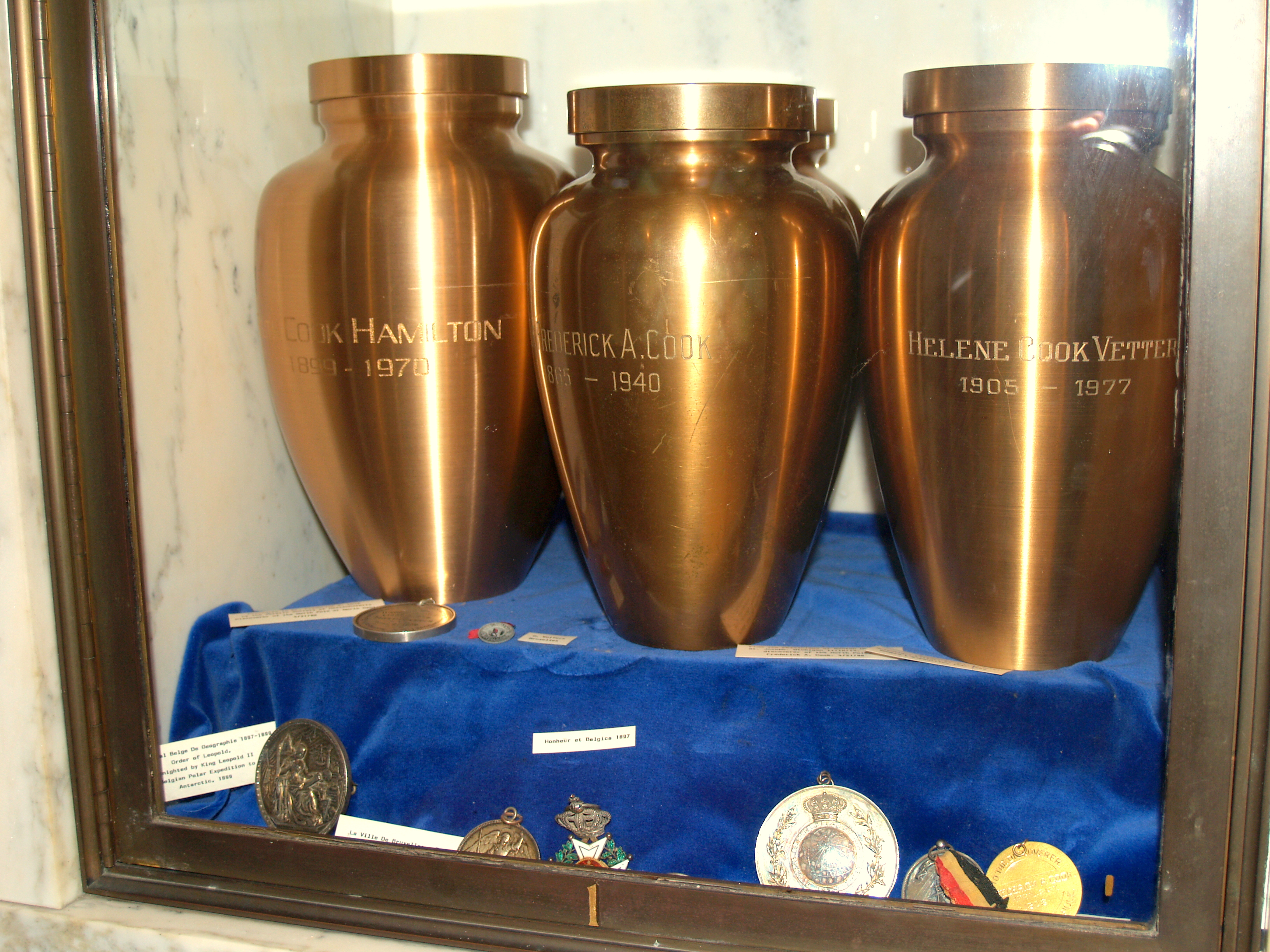
Урны с прахом Кука и его дочери

После смерти Кука Р. Шейнвальд основал Cook Arctic Club, Inc. — организацию, призванную восстановить доброе имя Кука и подтвердить его приоритет в достижении Северного полюса. В 1940 году Арктический клуб Кука попытался спонсировать воздушную экспедицию в Арктику, чтобы подтвердить наблюдения 1908 года, но планам помешала война. В конце 1956 года при деятельном участии Хелен Кук было создано «Общество Фредерика Кука». В 1976 году Общество было преобразовано в некоммерческую образовательную организацию. Хелен Кук скончалась в 1977 году.
Первую биографию Ф. Кука опубликовал в 1961 году Эндрю Фримэн — «The Case for Dr. Cook», она вызвала интерес к личности полярника и способствовала сбору новых материалов о его жизни. В 1983 году по телевидению был продемонстрирован фильм производства CBS «Кук и Пири: гонка к полюсу». В роли Кука — Ричард Чемберлен, Пири — Род Стайгер.
Сэр Уолли Герберт, известный британский полярник, совершил 476-дневный санный переход на собачьих упряжках через всю Арктику, достигнув Северного полюса 6 апреля 1969 года. В рамках подготовки к экспедиции Герберт вместе с Алланом Джиллом и Роджером Тафтом прошёл начальный отрезок пути Кука из Гренландии до острова Аксель-Хейберг через остров Элсмир. Признавая опыт и авторитет Ф. Кука, Герберт, однако, писал: «Наши догадки относительно того, как далеко ушёл Кук от северной оконечности острова Аксель-Хейберг, не более обоснованы, чем другие». В то же время Герберт прямо называет Кука человеком, совершившим первое восхождение на Мак-Кинли. В 1989 году У. Герберт написал биографию Пири, в которой доказывал, что тот не дошёл до полюса примерно 50 миль (80 км), однако приоритета Кука Герберт никогда не признавал.
В 1989 году скончалась внучка Кука — Джанет Веттер, перед смертью она передала бумаги и дневники своего деда в Библиотеку Конгресса. На основе этих материалов Роберт Брюс в 1997 году опубликовал исследование «Cook and Peary, the Polar Controversy, Resolved», в котором доказывал, что заявления Кука о покорении Мак-Кинли и достижении Северного полюса были ложными. В рецензии на книгу, опубликованной в «Нью-Йорк таймс», утверждалось, что дискуссия об истинности утверждений Кука закрыта. Общество Фредерика Кука восприняло эту публикацию негативно, как и любые критические высказывания на эту тему. В 1998 и 2000 годах были выпущены два документальных фильма, авторы которых отрицали достижения Кука. В 2002 году был опубликован исторический роман У. Джонсона «Штурман из Нью-Йорка» (англ. The navigator of New York).
В России ещё в 1910 году издательством И. Д. Сытина была выпущена подборка материалов Кука и Пири, озаглавленная «Открытие таинственного полюса». Однако впервые книга Кука «Моё обретение полюса» была опубликована на русском языке в 1987 году с обширным предисловием гляциолога и историка полярных путешествий В. С. Корякина. В 2002 году В. С. Корякин опубликовал биографию Кука, в которой всячески подчёркивает его приоритет в достижении Северного полюса и вершины Мак-Кинли.

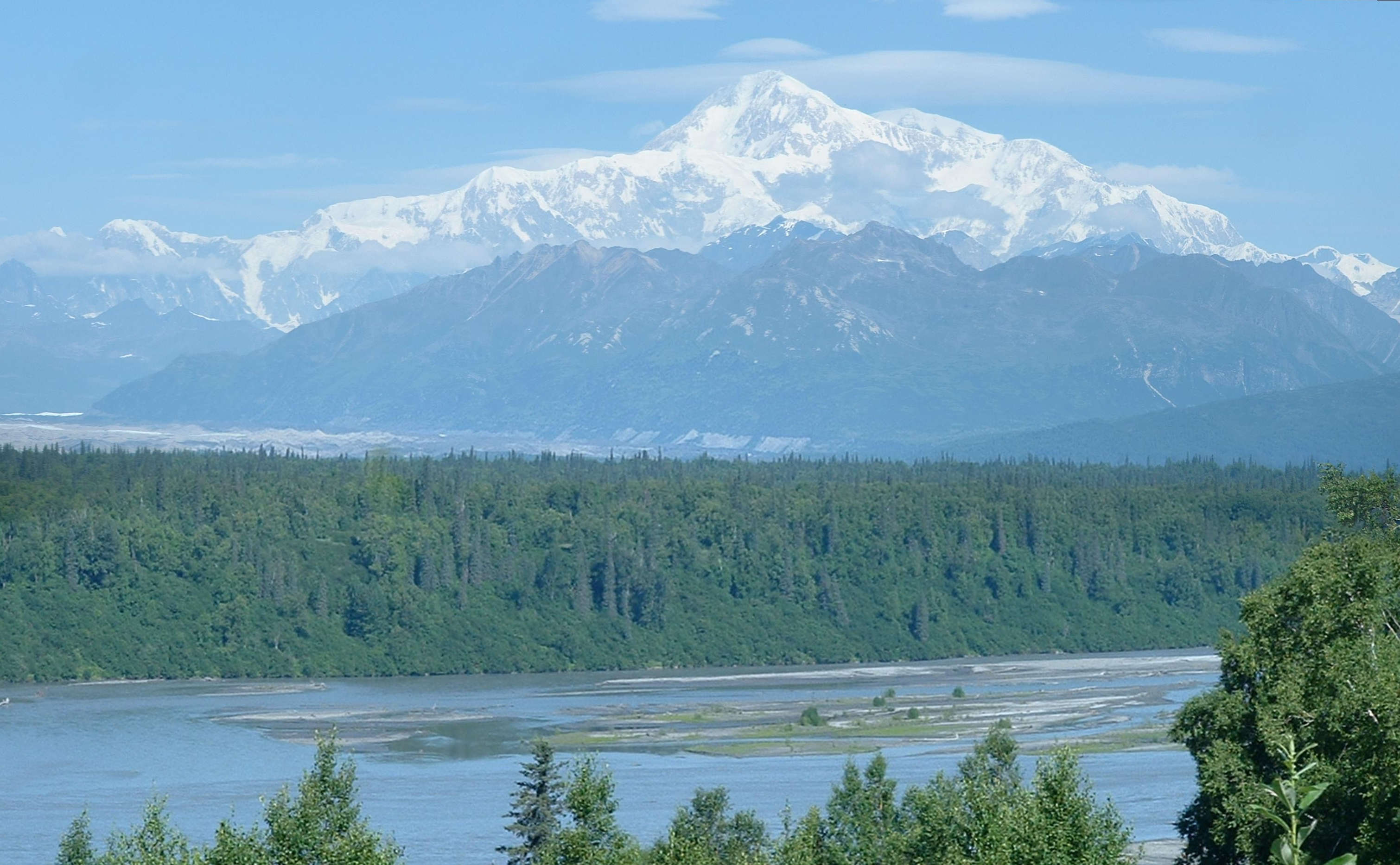
Мак-Кинли 13 мая 2005 года

В сентябре 2005 года российские альпинисты Олег Банарь и Виктор Афанасьев попытались совершить восхождение на вершину Южного пика Мак-Кинли по предполагаемому маршруту Кука, восстановленному Х. Ваале. Поход начался 1 сентября, его участники возвратились в Москву 10 октября. Восхождение совершить не удалось, поскольку на 28 походных дней было всего 4 дня с благоприятной погодой. Путешественники прошли от верховий ледника Рут до ледника Тралейка в условиях непрерывных снегопадов и циклонов. Дневные температуры колебались от +10 °С до −25 °С.
В 2006 году Олег Банарь (руководитель команды), Виктор Афанасьев и Валерий Багов решили повторить попытку восхождения. Экспедиция проводилась под патронатом Общества Фредерика Кука, целями её были реконструкция его маршрута 1906 года и доказательство приоритета восхождения на величайшую вершину Северной Америки. Ещё при планировании был отвергнут восточный маршрут. Восхождение началось 23 мая 2006 года и было приурочено к столетию возможного достижения Кука. Исследователи опровергли предположения Х. Ваале и Д. Шпаро о трассе Кука, проходящей через хребет Пионер, основываясь на данных собственных наблюдений в поле. Группа О. Банаря достигла вершины Мак-Кинли в 10:00 2 июня 2006 года. Участники восхождения заявили, что версию Х. Ваале следует откорректировать: Кук и Баррил в 1906 году шли по хребту Карстенс, а не через хребет Пионер. Банарь, Афанасьев и Багов проделали вероятный путь Кука в обе стороны и нашли его приемлемым для двойки в связке, имеющей ледорубы и верёвку. Скорость движения Кука и Баррила — им везло с погодой — не вызывает сомнений. Российские альпинисты, не соревнуясь с Куком в скорости, прошли маршрут примерно за то же время, что описано в дневниках Кука, если исключить дни, потраченные на разведку и пережидание непогоды. Участники экспедиции заявляют, что всё увиденное вполне совпадает с описаниями доктора Кука, следовательно, его приоритет в покорении Мак-Кинли может считаться доказанным. В 2016 году Д. Шпаро выпустил в свет исследование «Фредерик Кук на вершине континента», в котором доказывал его приоритет в восхождении на Мак-Кинли. Путешественник анонсировал ещё две книги — о фальсификации Робертом Пири своих достижений и о доказательстве, что Фредерик Кук действительно первым достиг Северного полюса.

## Комментарии
1. ↑  Мешок Нансена — двух- или трёхместный, в нём люди согревают друг друга, а весит он при этом меньше, чем несколько одноместных мешков. Мешок Аструпа имеет входное отверстие посередине, которое закрывается крючками и пуговицами. Пири поначалу использовал спальный мешок с рукавами, придуманный им во время охоты на медведей. Однако после 1892 года Пири вовсе отказался от спальных мешков, его люди спали на привалах, не раздеваясь, заворачивались в оленьи шкуры[36].
2. ↑  Принадлежность мыса Моррис-Джесуп к Гренландии будет установлена только в начале XX века, когда в ходе последующих экспедиций выяснится, что пролива Пири не существует[45]
3. ↑  Франке, прождав Кука до указанного срока, отправился из Анноатока в становище Иита. Пири в конце лета 1908 года отправил его в США: Франке к тому времени страдал цингой[76]. О его дальнейшей судьбе ничего не известно.
4. ↑  Сам Пири утверждал, что потратил на покорение полюса 23 года, из которых 18 лет провёл в Арктике.
5. ↑  Многие профессиональные полярники, например Уолли Герберт и А. Ф. Трёшников, полагали, что ни Кук, ни Пири не смогли добраться до Северного полюса, хотя и побывали в околополюсном районе.
6. ↑  В частности, утверждалось, что эпизод с разрушением иглу был заимствован Куком из книги Пири «Northward Over the „Great Ice“» (The Glacial Island Архивная копия от 20 февраля 2012 на Wayback Machine).
7. ↑  Томпсон помогал Куку ещё в тюрьме, оформляя документы на помилование. После освобождения Кука Томпсон обязался, по американским законам, в течение пяти лет оповещать начальство Ливенвортской тюрьмы, чем занимается их бывший подопечный и на какие средства существует (Корякин В. С. Фредерик Кук. — М.: Наука, 2002. — С. 208.).
8. ↑  В доме Фримэна Кук после освобождения прожил около полутора месяцев[133].

## Труды Фредерика Кука
- Cook, Frederick A. Through the first Antarctic night, 1898—1899: A narrative of the voyage of the «Belgica» among newly discovered lands and over an unknown sea about the South pole. — New York : Doubleday & McClure co, 1900. — 528 p.
- Cook, Frederick A. To the top of the continent: Discovery, exploration and adventure in sub-arctic Alaska. The first ascent of Mt. McKinley, 1903—1906. — New York : Doubleday, Page & company, 1908. — 414 p.
- Cook, Frederick A. My attainment of the Pole: Being the record of the expedition that first reached the boreal center, 1907—1909. — New York : The Polar publishing company, 1911. — 706 p.
- Кук Ф. Моё обретение полюса: Пер. с англ. В. Н. Кондракова / Предисл. и коммент. В. С. Корякина. — М. : Мысль, 1987. — 348 с.
- The Lost Polar Notebook of Dr. Frederick A. Cook / transcribed and annotated by Robert M. Bryce. — Monrovia, Maryland : Openlead Books, 2013. — xxi, 398 p. — ISBN 978-1493762224.
- Кук Ф. Возвращение с полюса: Пер. с англ. С. А. Смирнова / Предисл. Д. И. Шпаро. — М. : Паулсен, 2025. — 320 с.